# Tony Tough 2: A Rake's Progress
Tony Tough 2: A Rake's Progress es un juego de aventuras de Windows de 2006 diseñado por Stefano Gualeni y distribuido por Dtp-entertainment. Es la secuela de Tony Tough and the Night of Roasted Moths (1999).

## Jugabilidad
Una precuela de Tony Tough and the Night of Roasted Moths, A Rake's Progress fue diseñado siguiendo la estructura y la organización de dos trabajos existentes con el mismo título:
- A Rake's Progress: un conjunto de ocho impresiones distribuidas en 1735 por William Hogarth
- A Rake's Progress: dieciséis pinturas creadas en 1963 por David Hockney

La historia de Tony Tough 2 sigue la vida de Tony Tough mientras investiga aterrizajes alienígenas y culturas indias antiguas en su pueblo natal de Washington, Nuevo México, durante principios de los años 50.
La jugabilidad se enfoca en conversaciones con personajes extraños, la resolución de puzles, y la combinación y el uso de ítems encontrados por el juego con el objetivo de entender un misterio que involucra la desaparición de siete estatuas antiguas y la propia criada de Tony, Cornelia Cook, al igual que la muerte de la abuela de Cornelia, Florence Cook (supuestamente inspirada en Katie King).
Además, el juego (como otros trabajos inspirados en The Rake's Progress de Hogarth) sigue la regresión del personaje principal y la pérdida de las cualidades que lo volvieron humano en primer lugar. En A Rake's Progress, la pérdida de la inocencia de Tony Tough, además de su querido perro Pantagruel, coincide con su desarrollo como detective privado.

## Recepción
PC Games dice que es difícil determinar de qué trata el juego, y que «Tony trota por la pantalla en lo que se siente como cámara lenta», y que la perspectiva a menudo varía tan salvajemente que uno desearía tener una brújula en el borde de la pantalla para poder orientarse.